# Christopher Saunders

Bischofswappen von Christopher Alan Saunders

Christopher Alan Saunders (* 15. Januar 1950 in Melbourne) ist ein australischer Geistlicher und emeritierter römisch-katholischer Bischof von Broome.

## Leben
Christopher Alan Saunders besuchte das St. Bede’s College in Mentone. Danach studierte er drei Jahre Philosophie am Priesterseminar der Missionsgesellschaft von St. Columban und im Anschluss Katholische Theologie am Priesterseminar St. Francis Xavier in Adelaide. 1975 wirkte Saunders als Diakon in Broome. Am 28. August 1976 empfing er durch den Bischof von Broome, Johannes Jobst SAC, das Sakrament der Priesterweihe für das Bistum Broome.
Saunders war nach der Priesterweihe zunächst in den Missionsstationen in La Grange Bay (1976–1978), in Lombadina (1978–1982) und in Kalumburu (1982–1988) tätig, bevor er 1989 Pfarradministrator in Broome wurde. 1992 wurde er für weiterführende Studien nach Kanada entsandt, wo er 1994 an der Saint Paul University in Ottawa mit der Arbeit Towards diocesan norms for the appropriate formation of the laity. A commentary on canon 231, 1 („Auf dem Weg zu diözesanen Normen für die angemessene Ausbildung der Laien. Ein Kommentar zu Kanon 231, 1“) ein Lizenziat im Fach Kanonisches Recht erwarb. Nach der Rückkehr in seine Heimat fungierte Saunders erneut als Pfarradministrator in Broome, bevor er später schließlich Rektor der Kathedrale Our Lady Queen of Peace in Broome wurde.
Am 3. November 1995 ernannte ihn Papst Johannes Paul II. zum Bischof von Broome. Der emeritierte Bischof von Broome, Johannes Jobst SAC, spendete ihm am 8. Februar 1996 im Shire Civic Centre in Broome die Bischofsweihe; Mitkonsekratoren waren der Bischof von Geraldton, Justin Bianchini, und der Bischof von Darwin, Edmund Collins MSC. Sein Wahlspruch Caritas Christi urget nos („Die Liebe Christi drängt uns“) stammt aus 2 Kor 5,14 . Einen Schwerpunkt seines bischöflichen Wirkens stellte das Engagement für die Rechte der Aborigines dar.
Nachdem ihm von zwei Männern sexueller Missbrauch vorgeworfen worden war, ließ er seit März 2020 sein Amt ruhen, bestritt aber die Vorwürfe. Der emeritierte Bischof von Wollongong, Peter Ingham, wurde daraufhin zum Apostolischen Visitator für das Bistum Broome ernannt. Am 28. November 2020 wurde der vorherige Generalvikar Paul Boyers zum Apostolischen Administrator sede plena ernannt, womit Saunders’ Jurisdiktion bis auf weiteres ausgesetzt war. Nach einer zweijährigen Untersuchung wurden die Anklagen im Mai 2021 als unbegründet zurückgewiesen.
Am 28. August 2021 nahm Papst Franziskus das von Christopher Saunders vorgebrachte vorzeitige Rücktrittsgesuch an.
Am 24. Februar 2024 berichtete der Spiegel, dass Saunders wegen der Anschuldigungen festgenommen worden sei.

## Schriften
- Towards diocesan norms for the appropriate formation of the laity. A commentary on canon 231, 1. Saint Paul University, Ottawa 1994, OCLC 1100304953.
- Putting people first: pastoral letters for the feast of St. Joseph the worker 2010–2015. Australian Catholic Social Justice Council, Alexandria 2016, ISBN 978-0-9924760-4-5.